# Сосна стланиковая европейская
Сосна стланиковая европейская, или Жереп, или Сосна горная (лат. Pinus mugo) — хвойное растение, дерево или кустарник; вид рода Сосна (Pinus) семейства Сосновые (Pinaceae).

## Распространение и экология
Растёт в субальпийском и альпийском поясе Центральной и Южной Европы, поднимаясь до высоты 2500 метров над уровнем моря.

## Ботаническое описание

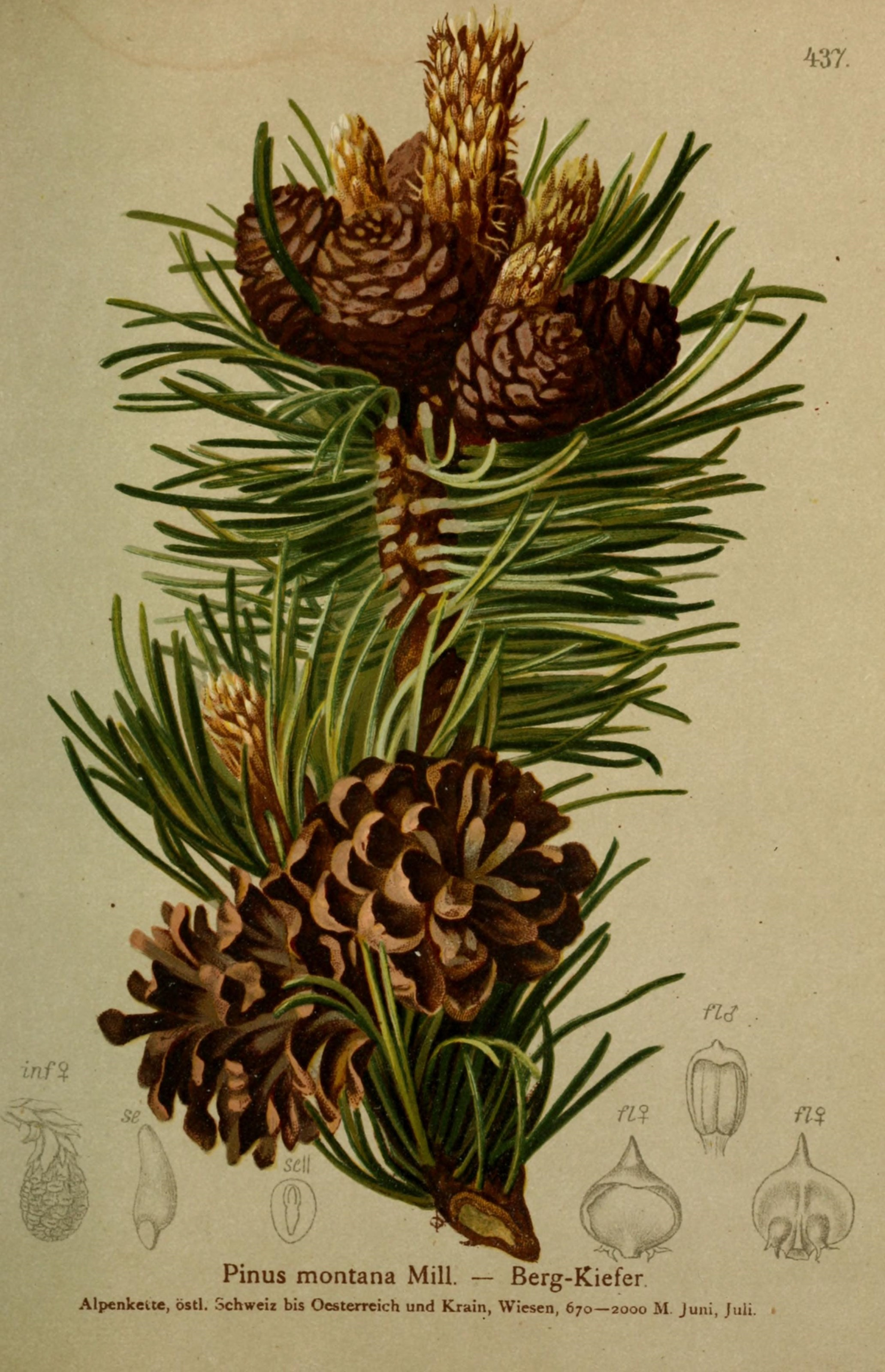
Изображение из книги K. W. von Dalla Torre; Deutscher Alpenverein, 1882

Кустарник с поднимающимися стволами или одним стволом. Крона кеглевидная или стелющаяся со многими стволами. Кора серо-коричневатая, чешуйчатая, отслаивается неравномерными пластинами. Молодые побеги светло-зелёные, позже коричневые (тёмно-коричневые), голые.
Почки удлинённо-яйцевидные, заострённые, длиной 6 мм, бурые, смолистые. Хвоя густая, немного скрученная и часто изогнутая, тёмно-зелёная, длиной 3—4 см, шириной 1,5—2 мм.
Шишки одиночные или собранные по 2—3 штуки, сидячие или на коротких черешках, длиной 2—7 см, диаметром 1,5—2 см, созревают весной третьего года. Направлены вверх, вбок или вниз. Семена мелкие, тёмные, в 1 кг 120—180 тысяч штук.

## Хозяйственное значение и применение
Растение применяется для покрытия склонов, откосов, создания защитных посадок.
Древесина с красно-коричневым ядром, смолистая, прочная и эластичная, используется для столярных и токарных изделий.
В семенах содержится до 30 % густого быстро высыхающего жирного масла.
В Венгрии, Тироле и Швейцарии из молодых побегов и шишек при перегонке их с водою получают «венгерский терпентин», или «венгерский бальзам». Применяется в косметике и медицине.

## В культуре
Зоны морозостойкости: от 4 до более тёплых.

## Естественные разновидности и сорта
Среди специалистов по декоративным хвойным за многие десятилетия выработана система классификации обширного сортового ассортимента по величине ежегодного прироста. Такой способ деления дает хорошее представление о том, каким станет растение через некое определённое время. Выделяют 5 групп:
- Полнорослые. Прирост составляет более 30 см/год, размер в 10 лет — более 3 м.
- Среднерослые и полукарликовые (semidwarf). Прирост — 15—30 см/год.
- Карликовые (dwarf). Прирост — 8—15 см/год.
- Миниатюрные (mini). Прирост — 3—8 см/год.
- Микроскопические (micro). Прирост — менее 1—3 см/год[5].

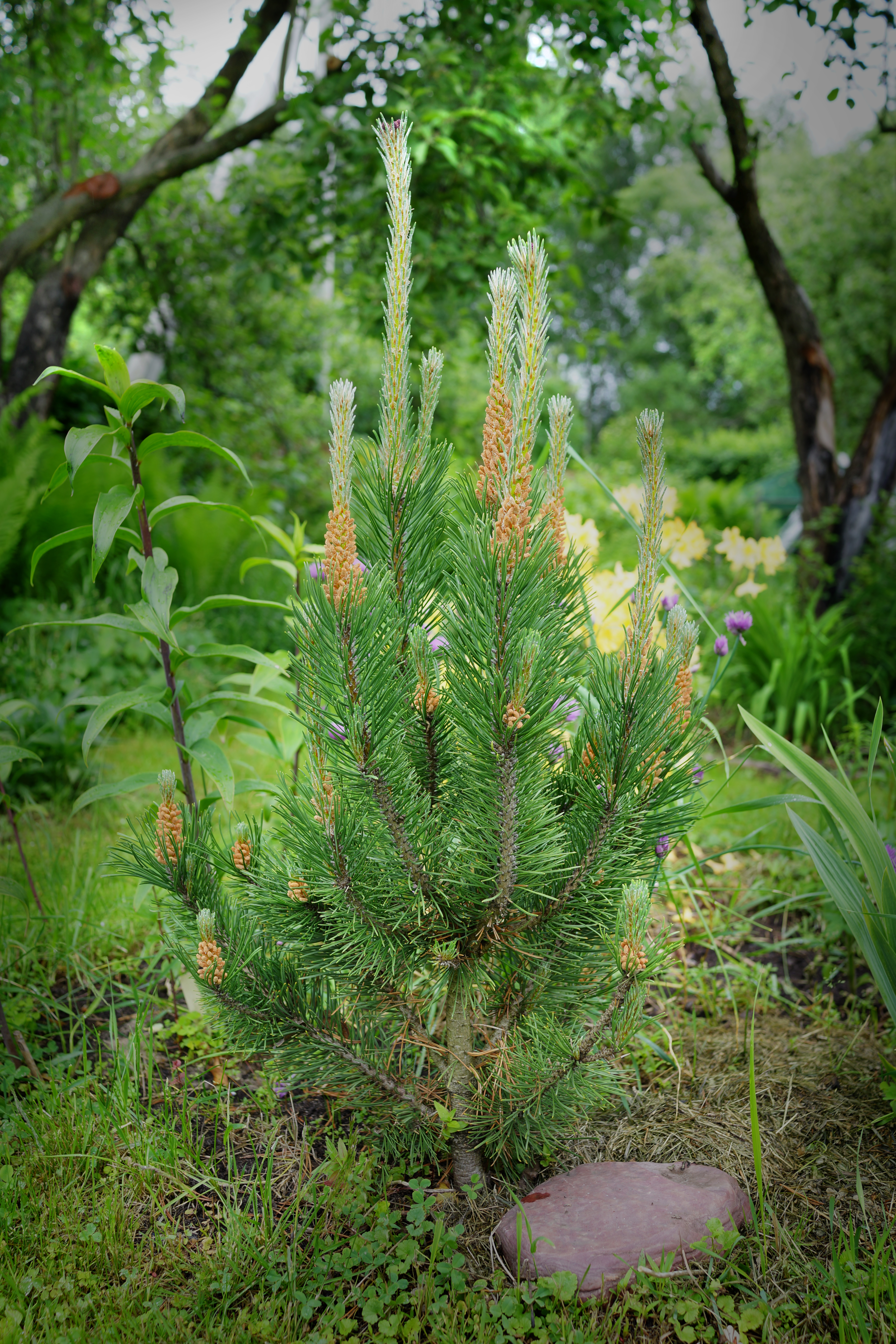
Pinus mugo 'Rigi'

Естественные разновидности и сорта различаются скоростью роста, особенностями строения кроны и морфологией шишек.
- Pinus mugo var. mughus — Сосна горная распростёртая. Крупный распростёртый кустарник с длинными иголками, в культуре вырастающий до пяти метров[6]. Сучья коленчатые. Шишки симметричные, сидячие или на коротком черешке, всегда без «инея», осенью первого года жёлто-коричневые, при полном созревании жёлтые, как корица; чешуйчатые щитки одинаковые по форме и размеру. Распространена в Восточных Альпах до Балкан. Распространена в садоводстве[2].
- Pinus mugo var. mugo
- Pinus mugo var. pumilio — плотный низкий кустарник с короткими иголками, не превышающий в высоту 1 м[6]. Крона плоско-округлая, до 3 м шириной. Сучья различной длины, расположены очень плотно. Ветви направлены вверх. Почки хорошо заметны. Иголки очень различны по длине, но чаще короткие, направлены вверх, на концах побегов более радиальные. Шишки симметричные, почти сидячие; первый год имеют цвет от голубого до фиолетового, при полном созревании приобретают цвет от желтоватого до тёмно-коричневого. Распространение: горы Центральной и Восточной Европы, Альпы, Карпаты, Балканы. Распространена в садоводстве[2].
- Pinus mugo var. rostrata — древовидная разновидность.
- 'Jacobsen'. Оригинатор A. V. Jakobsen, Дания. Сорт отличается необычной формой, которая напоминает бонсай. Высота взрослых растений около 0,4 м, ширина около 0,7 м. Иголки тёмно-зелёные, изогнутые, густо растущие, образуют на концах серых ветвей плотные «помпоны». Изогнутые, толстые ветви стремятся принять горизонтальное положение. С возрастом основания ветвей оголяются. В конце зимы на ветках образуются контрастные белые почки. Ежегодный прирост около 4 см. Рекомендуется посадка на солнечных местах[7].
- 'Frisia'. Высота около 2 м, ширина около 1,4 м. Все сучья строго прямые, очень плотно ветвистые. Иголки зеленоватые. Найдена Г. Крюссманом в дюнах под Бергеном (Голландия). В культуре с 1970 года[2].
- 'Gnom'. До 2 м высотой и шириной, крона округлая. Побеги многочисленные, из каждого прошлогоднего побега часто появляется три — пять новых. Почки продолговато-кеглевидные, смолистые. Иголки тёмно-зелёные, плотно сжатые, расположены радиально, 3,5—4,5 см длиной. Сорт получен в 1890 году Оуденом, размножен в 1920 году, с 1927 в культуре[2].
- 'Humpy'. Крона сжатая, побеги короткие. Почки красные, иголки 2—5 см длиной. Сорт известен с 1970 года[2].
- 'Knapenburg'. Крона компактная. Рост слегка неравномерный. Хвоя тёмно-зелёная[2].
- 'Kobold'. Карликовая форма. Крона широкая, закруглённая. Сучья жестковатые, толстые. Почки толстые, с тупым концом коричневого цвета, собраны по три — пять, далеко расположены друг от друга и различны по длине (от 5 до 12 см). Иголки расположены плотно, прямые, 2—3,5 см длиной, 1 мм шириной. Влагалища довольно длинные. Сорт получен у Хуго Хофтмана (Боскоп), введён в культуру в 1957 году[2].
- 'Mops'. Карликовая форма. Крона закруглённая, одинаковой высоты и ширины. С возрастом до 1,5 м в диаметре. Сучья очень короткие. Почки расположены плотно, различной длины (от 1 до 2 см), тонкие, смолистые, коричневого цвета. Иголки на молодых побегах почти прямые, 2—4,5 см длиной, 1,5—1,8 мм шириной. Влагалища тёмно-коричневые, короткие. Сорт получен и введён в культуру Х. Хофтманом (Боскоп).
- 'Ophir'. Мутация разновидности mughus. Крона плоская, округлая. В 6-летнем возрасте достигает высоты 30—40 см, при ширине 60 см. Иголки 4—7 см длиной, на вершине и солнечной стороне жёлто-золотые, на нижней части кроны зелёные. Получена Крааном (Ваддиклсвин, Голландия)[2].
- 'Rigi'. Сорт получен и введён в культуру Драйером (Хемстеде). Крона вертикальная, почти колонновидная[2]. По другим данным широко-коническая. Растёт быстро, высота 3—10 м. К условиям произрастания не требователен. Ювенильная хвоя вначале серовато-зелёная, а позже тёмно-зелёная, длиной около 6 см. Рост регулируется весной прищипкой отрастающих побегов[8][9].

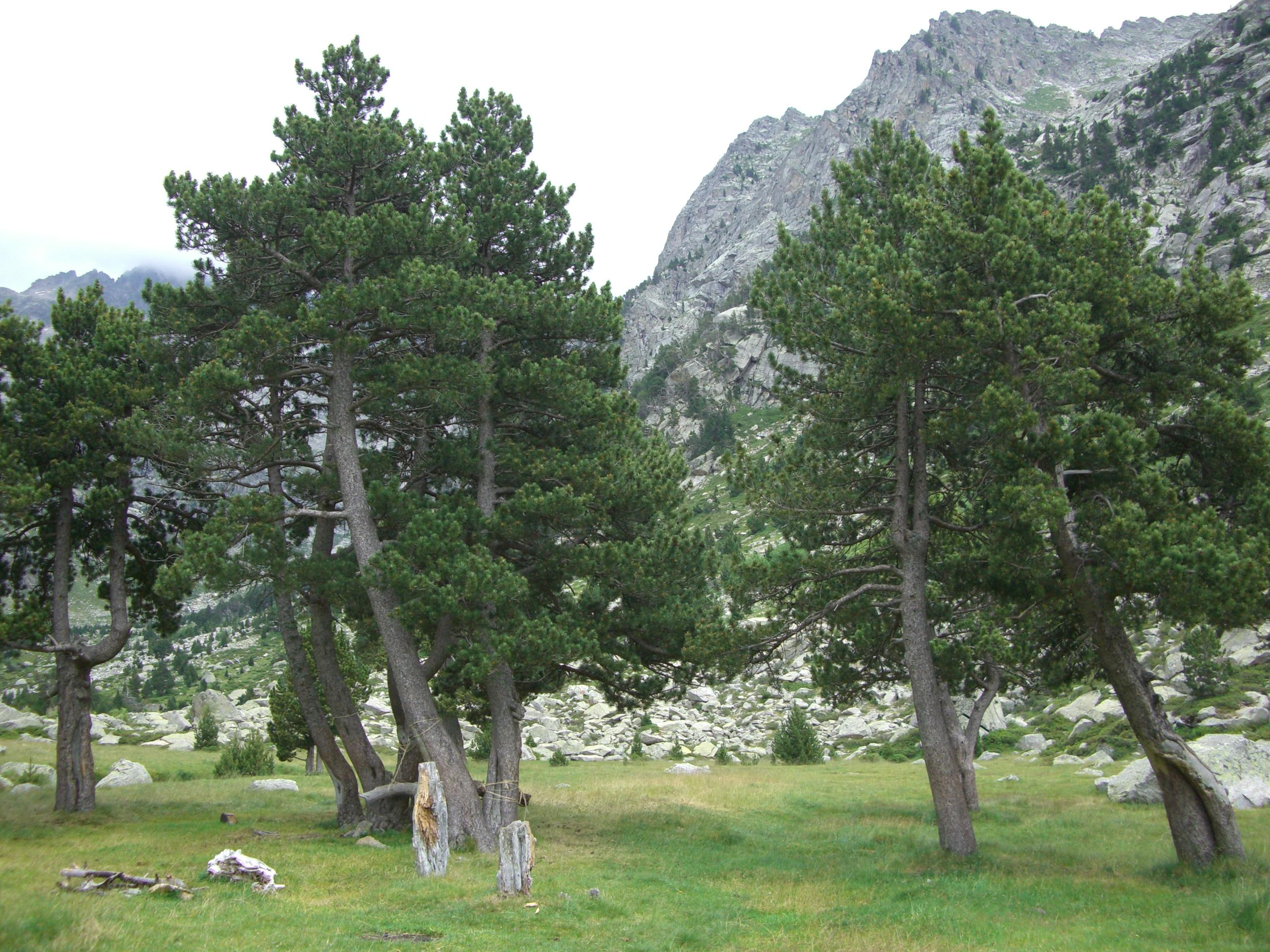
Pinus mugo subsp. uncinata

- 'San Sebastian 24' ('Xenie'), 1987. В возрасте 10 лет ширина растений около 25 см, высота около 15. Темп роста более 3 см в год. В болотистой местности Сан-Себастьян — одной из областей северной Богемии обнаружили множество образцов Pinus ×pseudopumilio (гибрид Pinus mugo и Pinus uncinata). Некоторые из сортов этой серии постепенно станут популярны, в то время как другие исчезнут из оборота. Часто в торговле серия сортов San Sebastian (более 20 сортов) реализуется под названием Pinus mugo или Pinus uncinata. Правильное название Pinus uncinata 'Xenie'. Название San Sebastian 24 указывает, что это была 24-я ведьмина метла с серии собранных[10][11].
- 'Sunshine' Anton Roefs, 1992. Нидерланды. Размер: 90×150 см в 10 лет. Прирост 10—15 см в год. Хвоя двуцветная.
- 'Pal Maleter'. Форма кроны не регулярная. Большинство растений принимает форму широкого конуса. Растёт медленно. В возрасте 10 лет достигает 1 м в высоту и 0,6 м в ширину. В более старшем возрасте до 2 м в высоту. Ветви жёсткие, прямые. Хвоя зелёная, относительно длинная (4—6 см). Зимой молодые кончики игл кремовые, контрастирующий с остальными, зелёными. Местоположение: на прямом солнечном освещении. Зоны морозостойкости от 4 до более тёплых[12].